# Elst (Gueldre)
Pour les articles homonymes, voir Elst.
Elst est un village situé dans la commune néerlandaise d'Overbetuwe, dans la province de Gueldre. Le 1er janvier 2008, la ville comptait 19 743 habitants.
Commune indépendante jusqu'au 1er janvier 2001, Elst a fusionné avec Heteren, Valburg, Andelst, Driel, Hemmen, Herveld, Homoet, Loenen, Oosterhout, Randwijk, Slijk-Ewijk et Zettenpour constituer la nouvelle commune d'Overbetuwe.